# Saison 2025-2026 de la PSA
Le PSA World Tour 2025-2026 est le circuit professionnel de tournois de squash organisé par l'association professionnelle de squash (PSA) pour la saison 2025-2026 qui se tient du 1er août 2025 au 31 juillet 2026. Les tournois les plus importants du circuit sont les championnats du monde masculin et féminin. Le circuit est constitué de trois catégories World Series, avec les plus importantes dotations en argent et en points, International and Challenger. En fin d'année, le circuit PSA World Series se conclut par le World Series Finals et le tournoi final PSA World Series à Dubaï, la fin de la saison world series pour les 8 meilleurs joueurs et joueuses au classement.
À partir de août 2024, le circuit se divise en deux circuits: PSA World Events and PSA Challenger Events.
Le PSA World Events (anciennement PSA World Tour) comprend les tournois les plus importants en prix en argent (50 000 $ - 1 000 000 000 $) pour les joueurs plus expérimentés et mieux classés, y compris les championnats du monde PSA et les finales du PSA World Tour, étiquetés comme suit :
- PSA World Tour Diamond - tirages 48 joueurs - 300 000 $.
- PSA World Tour Platinum - tirages 32 joueurs - 190 000 $.
- PSA World Tour Gold - tirages au sort 24 joueurs - 100 000 $.
- PSA World Tour Silver - 24 joueurs - tirages au sort - 75 000 $.
- PSA World Tour Bronze - 24 joueurs - 50 000 $.
- PSA World Tour Copper - 24 joueurs - 25 000 $.

Les tournois du PSA Challenger Tour offrent un circuit de 3 000 $ à 15 000 $, un circuit idéal pour les joueurs moins expérimentés et les joueurs à venir, qui comprend les niveaux suivants :
- PSA Challenger Events 15 - 15 000 $.
- PSA Challenger Events 12 - 12 000 $.
- PSA Challenger Events 9  - 9 000 $.
- PSA Challenger Events 6  - 6 000 $.
- PSA Challenger Events 3  - 3 000 $.

## Calendrier 2025-2026

### Légendes
| Championnats du monde |
| PSA Diamond           |
| PSA Platinum          |
| PSA Gold              |
| PSA Silver            |
| PSA Bronze            |
| PSA Copper            |

### 2025

#### Août
| Tournoi                                                                                   | Date         | Champion                                | Finaliste    | Demi-finalistes                | Quart de finalistes                                |
| ----------------------------------------------------------------------------------------- | ------------ | --------------------------------------- | ------------ | ------------------------------ | -------------------------------------------------- |
| NSW Squash Bega Open Bega (Australie) Femmes: PSA Copper 32 joueuses – 27 500 $ - tableau | 13 - 17 août | Habiba Hani 9–11, 11–5, 11–8, 10–4 rtd. | Anahat Singh | Nour Khafagy Akanksha Salunkhe | Noa Romero Cheng Nga Ching Hayley Ward Alex Haydon |

## Classements
| Rang | Joueur              | Pays             |
| 1    | Mostafa Asal        | Égypte           |
| 2    | Ali Farag           | Égypte           |
| 3    | Diego Elías         | Pérou            |
| 4    | Paul Coll           | Nouvelle-Zélande |
| 5    | Joel Makin          | Pays de Galles   |
| 6    | Tarek Momen         | Égypte           |
| 7    | Karim Abdel Gawad   | Égypte           |
| 8    | Mohamed El Shorbagy | Angleterre       |
| 9    | Marwan El Shorbagy  | Angleterre       |
| 10   | Mazen Hesham        | Égypte           |
| 11   | Eain Yow Ng         | Malaisie         |
| 12   | Youssef Soliman     | Égypte           |
| 13   | Aly Abou Eleinen    | Égypte           |
| 14   | Victor Crouin       | France           |
| 15   | Youssef Ibrahim     | Égypte           |
| 16   | Fares Dessouky      | Égypte           |
| 17   | Leonel Cárdenas     | Mexique          |
| 18   | Dimitri Steinmann   | Suisse           |
| 19   | Greg Lobban         | Écosse           |
| 20   | Grégoire Marche     | France           |

| Rang | Joueuse                 | Pays       |
| 1    | Nouran Gohar            | Égypte     |
| 2    | Nour El Sherbini        | Égypte     |
| 3    | Hania El Hammamy        | Égypte     |
| 4    | Olivia Weaver           | États-Unis |
| 5    | Amina Orfi              | Égypte     |
| 6    | Tinne Gilis             | Belgique   |
| 7    | Georgina Kennedy        | Angleterre |
| 8    | Sivasangari Subramaniam | Malaisie   |
| 9    | Rowan Elaraby           | Égypte     |
| 10   | Satomi Watanabe         | Japon      |
| 11   | Nele Gilis-Coll         | Belgique   |
| 12   | Amanda Sobhy            | États-Unis |
| 13   | Nada Abbas              | Égypte     |
| 14   | Fayrouz Aboelkheir      | Égypte     |
| 15   | Salma Hany              | Égypte     |
| 16   | Farida Mohamed          | Égypte     |
| 17   | Sana Ibrahim            | Égypte     |
| 18   | Jasmine Hutton          | Angleterre |
| 19   | Melissa Alves           | France     |
| 20   | Rachel Arnold           | Malaisie   |

## Retraites
Ci-dessous, la liste des joueurs et joueuses notables (gagnants un titre majeur ou ayant fait partie du top 30 pendant au moins un mois) ayant annoncé leur retraite du squash professionnel, devenus inactifs ou ayant été bannis durant la saison 2025-2026: